# Hvammstangi
Hvammstangi er en landsby i det nordvestlige Island. Landsbyen ligger på halvøen Vatnsnes ved fjorden Miðfjörður og er hovedby i Húnaþing vestra syssel med en befolkning på 580 indbyggere.